# Detektor ruchu

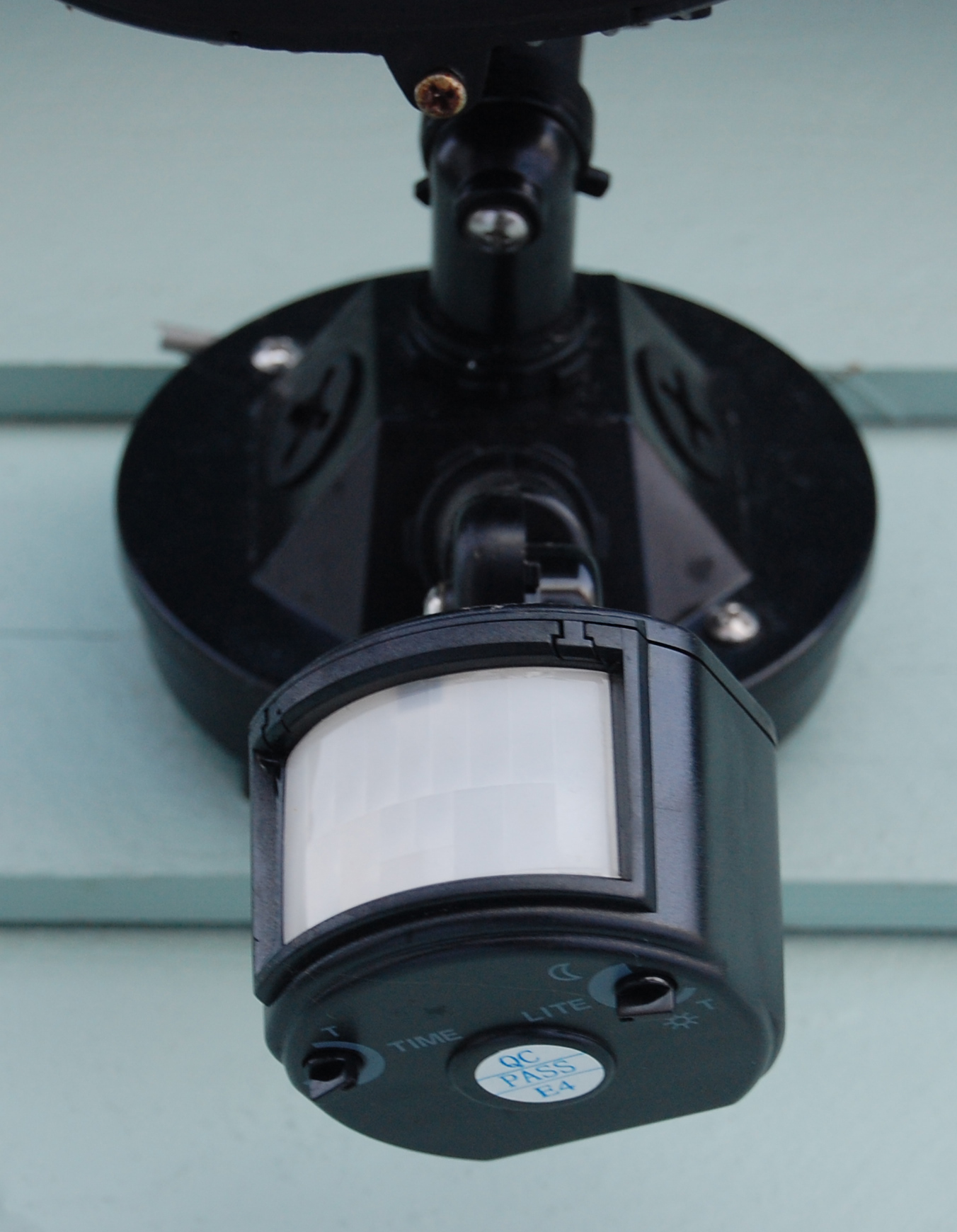
Detektor ruchu zamontowany przy garażu

Detektor ruchu, czujnik ruchu – urządzenie służące do wykrywania różnego rodzaju ruchu.
Do działania, detektor ruchu wykorzystuje najczęściej fale ultradźwiękowe, może także wykorzystywać podczerwień lub mikrofale.
Czujniki ruchu wykorzystuje się głównie do włączania oświetlenia lub inicjowania alarmu (np. włamaniowego), czy też np. do uruchamiania przepływu wody w toaletach.

## Rodzaje
Wyróżnia się trzy typy czujników w związku z ich zasadami działania:
- aktywne, „radarowe” – wysyłające i odbierające fale elektromagnetyczne (radar dopplerowski)
- aktywne, ultradźwiękowe – wysyłające i odbierające fale ultradźwiękowe
- pasywne, na podczerwień (PIR) – wykrywające zmiany w promieniowaniu podczerwonym

Istnieją również wersje czujników łączące te zasady działania. 